# ヴィクトリア・フォン・ヘッセン＝ローテンブルク
アンナ・ヴィクトリア・マリア・クリスティーナ・フォン・ヘッセン＝ラインフェルス＝ローテンブルク（Anna Viktoria Maria Christina von Hessen-Rheinfels-Rotenburg, 1728年2月25日 - 1792年7月1日）は、フランス王国陸軍元帥スービーズ公シャルル・ド・ロアンの3人目の妻。ドイツ人。

## 生涯
ヘッセン＝ローテンブルク方伯世子ヨーゼフとその妻でザルム侯ルートヴィヒ・オットーの娘クリスティーネ（1707年 - 1775年）の間の長女。1745年12月23日サヴェルヌのシャトー・デ・ロアンでスービーズ元帥と結婚。ブルボン公爵夫人カロリーヌは叔母、コンデ公ルイ・ジョゼフ及びランバル公爵夫人とはいとこ同士、プロヴァンス伯爵夫人・アルトワ伯爵夫人姉妹は従姪であり、王家の成員の多くと親類関係にあった。
夫妻に子供は無かった。放蕩者の夫と同様、多くの愛人を持った。1757年、愛人の1人ラヴァル＝モンモランシー氏（Monsieur de Laval-Montmorency）との駆け落ちの資金を作るために、夫の所有する90万リーヴル相当額の宝石類を盗んだ罪に問われ、王の命令でトゥルネーの監獄に入れられた。
その後、夫妻は正式に別居。ヴィクトリアは母から年額2万4000リーヴルの手当を与えられ、ヴェルサイユ宮廷を離れてルクセンブルク公領のエヒタナハに居を構え、ドイツの親族と付き合いながら暮らした。

## 引用
1. 1 2 3  van de Pas, Leo. “Victoire de Hesse”. Genealogics .org. 2010年5月5日閲覧。